# New York City I
New York City I – nieukończony obraz Pieta Mondriana stworzony w 1941 r., znajdujący się w zbiorach muzeum Kunstsammlung Nordrhein-Westfalen w Düsseldorfie.

## Opis obrazu
Obraz z 1941 roku New York City I przedstawia przeplatające się czerwone, żółte i niebieskie paski o orientacji horyzontalnej i wertykalnej. W większości żółte paski znajdują się nad tymi o innym kolorze, ale w mniej licznych miejscach zdarza się, że na wierzchu umieszczone są paski innych kolorów niż żółty. Żółte paski interpretowane są jako długie rzędy miejskich taksówek o tym kolorze, zaś według innej interpretacji każda linia jest ulicą, a ich różne kolory wynikają z różnej ich ważności.
Wymiary obrazu to 119 × 115 cm.
Dzieło stanowi część serii, którą zatytułowano New York City, i stanowi początek nowej fazy w twórczości Mondriana. Do jego wykonania artysta użył kolorowych pasów papieru, które przymierzał do płótna, by uzyskać zadowalający efekt. To zastosowanie tej techniki było także powodem, dla którego Mondrian zmienił swój styl twórczy po przybyciu do Stanów Zjednoczonych. Jego radykalnie zredukowany język reprezentowany przez głównie czerń i biel został zastąpiony żywymi, dynamicznymi rytmami kolorowych pasów. Ponadto jako powód zmiany wskazuje się także samą przeprowadzkę z okupowanej Europy do USA, co umożliwiło malarzowi zastąpienie poczucia strachu i zagrożenia poczuciem wiary w końcowe zwycięstwo nad nazizmem. W efekcie jego obrazy z okresu amerykańskiego mają inną tonację niż powstające w ostatnich latach pobytu w Europie działa zdominowane przez czarne pasy.
Do serii zaliczają się także obrazy New York City (1942 r., Musée National d’Art Moderne, Paryż), oraz nieukończone New York City II (1941 r., kolekcja prywatna) i New York City III (1941 r., Muzeum Thyssen-Bornemisza, Madryt).

## Historia
Obraz powstał w 1941 r., a po raz pierwszy wystawiono go w nowojorskim Museum of Modern Art w 1946 r., zaś od 1980 r. znajduje się w kolekcji muzeum Kunstsammlung Nordrhein-Westfalen w Düsseldorfie (inv./cat. nr 222). Podczas przygotowań do nowej wystawy poświęconej Mondrianowi pracownicy muzeum zauważyli, że obraz od lat wystawiany był dołem do góry, na co ma wskazywać fotografia, którą wykonano w pracowni artysty po jego śmierci. Mimo tego odkrycia obraz jest nadal eksponowany w niezmienionej formie, gdyż zmiana jego ułożenia mogłaby spowodować jego uszkodzenie. Na obrazie brak jest podpisu Mondraina, który być może uważał obraz za nieukończony, jako że zazwyczaj swoje dzieła podpisywał.